# Koabagou
Koabagou ist ein Arrondissement im Departement Atakora in Benin. Es ist eine Verwaltungseinheit, die der Gerichtsbarkeit der Gemeinde Kérou untersteht. Gemäß der Volkszählung von 2013 hatte Koabagou 4918 Einwohner, davon waren 2453 männlich und 2465 weiblich.